# 영온옹주
영온옹주(永溫翁主, 1817년 음력 10월 11일 ~ 1829년 음력 4월 8일)는 조선의 왕족으로, 순조와 숙의 박씨의 딸이다.

## 생애

### 가계
1817년(순조 17년) 음력 10월 11일 새벽 조선의 제23대 왕인 순조와 그 후궁 숙의 박씨의 딸로 태어났다. 성은 이(李), 본관은 전주이다. 효명세자(헌종의 아버지) 등과는 이복 남매간이다.
영온옹주의 생모 숙의 박씨는 밀양 박씨 출신이다. 원래 궁인 신분이었다가 순조의 승은을 입고 영온옹주를 낳자, 1817년(순조 17년) 음력 10월 11일 종2품 숙의에 봉작되었다.

### 옹주 시절
11살 때인 1827년(순조 27년) 음력 6월 10일 영온옹주(永溫翁主)에 책봉되고 여러 가지 물품을 하사받았으나, 불과 2년 후인 1829년(순조 29년) 음력 4월 8일 13세의 어린 나이로 사망하고 말았다. 순조의 자식들은 적자녀 2남 3녀는 물론, 유일한 서녀인 영온옹주까지 모두 요절하고 말았다.
《순조실록》의 기록에 의하면, 영온옹주는 태어날 때부터 병을 자주 앓았고 말도 잘 못 했다고 한다. 이러한 옹주를 이복 오빠인 효명세자가 유달리 불쌍히 여겨 항상 어루만져 주었다고 한다. 그리고 옹주가 요절하자 효명세자가 매우 슬퍼하고 눈물을 흘리며 말하기를, "그 자모(慈母)의 정경(情境)은 더욱 슬프게 여길 만하다." 라고 하였다. 한편 이 효명세자 역시 영온옹주가 사망한지 약 1년 뒤인 1830년(순조 30년) 음력 5월 6일 22세의 젊은 나이로 죽었다.

### 묘소
영온옹주의 묘소는 효창원(정조의 아들 문효세자의 무덤)에서 동쪽으로 99보 되는 지점에 만들어졌다. 이 자리는 현재 서울특별시 용산구 효창동 일대인데, 일제강점기 때 이곳에 있던 모든 무덤이 옮겨지면서 영온옹주의 묘도 함께 이장되었다. 현재는 생모 숙의 박씨의 묘와 함께 경기도 고양시 덕양구 원당동에 있다.

## 가족 관계
- 아버지 : 제23대 순조(純祖, 1790년~1834년, 재위: 1800년~1834년)
- 어머니 : 순원왕후 김씨 (1789~1857)
- 친어머니 : 숙의 박씨(淑儀 朴氏, ?~1854년)
- 이복 오빠 : 효명세자 (1809~1830)
- 이복 언니 : 명온공주 (1810~1832)
- 이복 동생 : 복온공주 (1818~1832)
- 이복 동생 : 대군 (1820~1820)
- 이복 동생 : 덕온공주 (1822~1844)

## 영온옹주가 등장하는 작품
- 《구르미 그린 달빛》(KBS, 2016년, 배역:허정은) - 해당 작품에서는 "영은옹주"라는 이름으로 등장하며, 김헌과 전 중전의 어떠한 비극을 목격하고 정신적 충격을 받아 말을 잘 하지 못하는 설정으로 등장한다[11].